# ニコライ・クズネツォフ (スパイ)

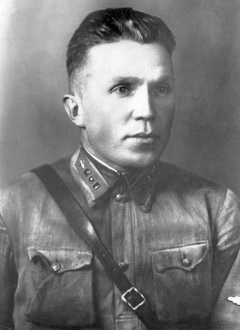
1940年撮影

ニコライ・イワノヴィチ・クズネツォフ（ロシア語: Никола́й Ива́нович Кузнецо́в, ラテン文字転写: Nikolai Ivanovich Kuznetsov, 1911年 - 1944年）とは、ソ連の諜報部員であり赤軍パルチザン。ナチス・ドイツの占領下にあるウクライナでナチス軍人、行政官たちを暗殺、誘拐した。1944年、ウクライナ蜂起軍に捕らえられ、自ら爆死を選んだ。

## 略歴
ニコライは農民の家に生まれた。1926年に七年制学校（小学、中学校に相当）を卒業し、チュメニ農業高校農学科へ入学する。1927年にはタリツク林業専門学校で勉学を続けた。またそこで自主的にドイツ語を学ぶ。彼は並外れた語学の才能を持っており、同時にエスペラント、ポーランド語、コミ語、ウクライナ語を操ることができた。1930年から森林経営に関わり、また政治研究会のリーダーにもなる。1932年、ウラル工科大学に入る。同時に秘密警察のエージェントとなり、ドイツ語はさらに完璧に近くなっていった。
1938年春、クズネツォフはモスクワへ移り、内務人民委員部(NKVD)の一員となる。そしてヨーロッパでの任務についた。1942年には、ドミートリー・メドベージェフが指揮する部隊（コード・ネーム「勝利者たち」）に配属され、彼はそこで驚くべき大胆さと機知を発揮していく。
クズネツォフはドイツ人士官、パウル・ジーベルトとしてドイツ軍に占領されていたリウネ（ウクライナ）で諜報活動を行った。偵察部隊を指揮し、ヴェアマハトの士官や秘密諜報班、占領軍当局の上級職員らとたえず接触を続け、パルチザン部隊へ情報を送った。クルスクへの攻勢や、テヘラン会談でスターリン、ルーズベルト、チャーチルらへの暗殺をドイツが計画していることをクズネツォフは掴んでいた。また彼は、ウクライナ帝国管区法務部長アルフレート・フンク（Alfred Funk）、ウクライナ人民委員会帝国側顧問ハウエル、その秘書ウィンター、ガリツィア県副知事オットー・バウアー（Otto Bauer）らの殺害、および懲罰部隊をウクライナで指揮していたマックス・イルゲン（Max Ilgen）少将の誘拐（後に処刑）、さらには現地での破壊工作を命じられ、それらを実行した。しかし、本来の目的であった東部占領地域大臣 (Reichsministerium für die besetzten Ostgebiete) アルフレート・ローゼンベルクとウクライナ国家弁務官エーリヒ・コッホだけは暗殺することができなかった。またウクライナ帝国管区行政部長のパウル・ダルゲル（Paul Dargel）暗殺も失敗している（ダルゲルは両足を失う重傷を負ったが一命はとりとめた）。
1944年3月9日、クズネツォフの班はウクライナ蜂起軍（UPA）の捕虜となった。ただし彼らは（ドイツ人の制服を着ていた）クズネツォフたちをドイツ側の工作員だと考えていた。摘発を逃れるためクズネツォフは手榴弾によって爆死、彼の同僚（ベールイとカミンスキー）は銃殺される。
だがウクライナの歴史家には、クズネツォフは実際に逮捕され井戸で溺死させられたと主張しているものもいる。つまりクズネツォフが手榴弾で自決したのは、ソ連当局が公式に広めてしまったものだということである。

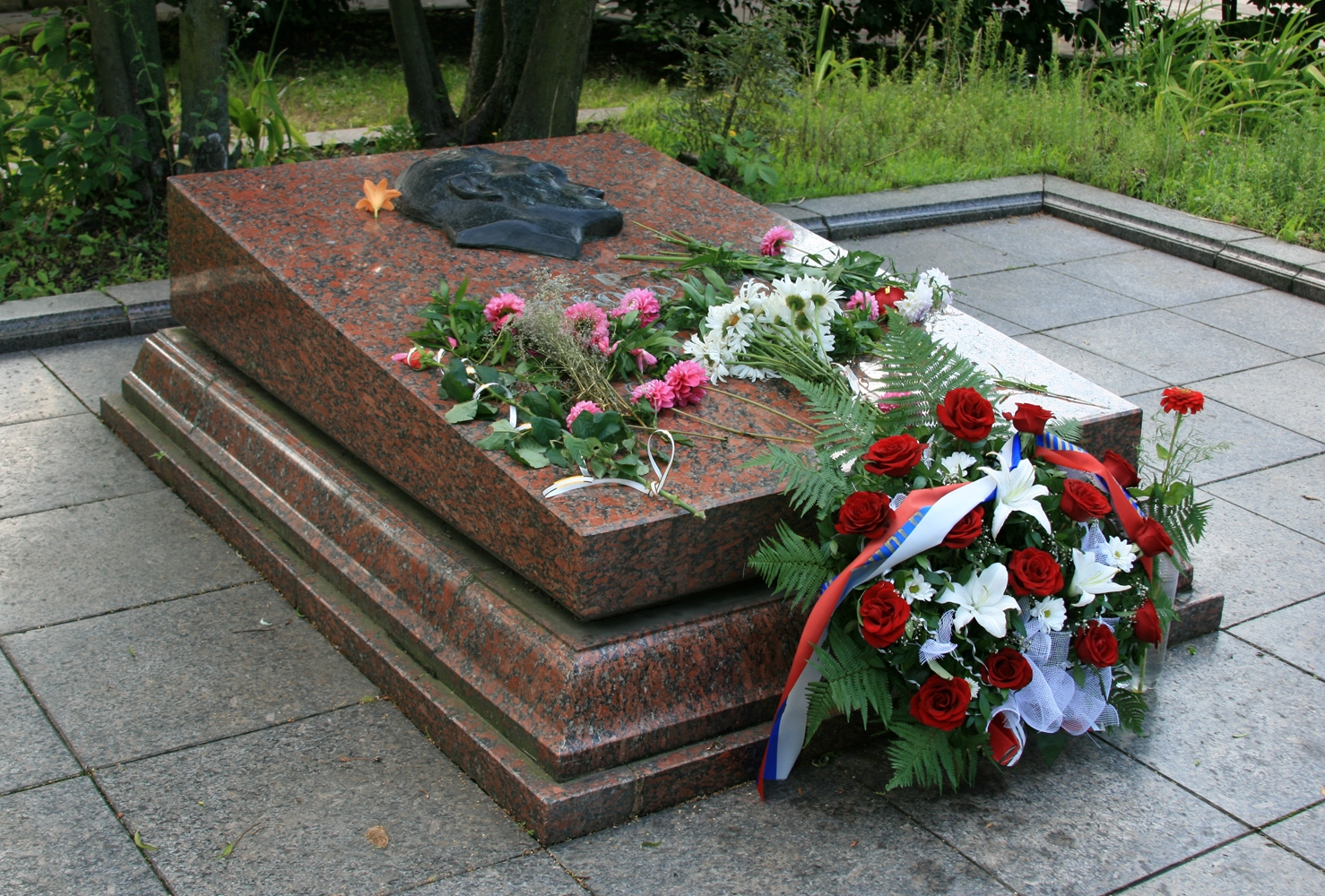
クズネツォフの墓（リヴォフ）

ブロディ市近郊にあるニコライ・クズネツォフの死地は、彼の同僚であったニコライ・ストゥルチンスキーの綿密な調査によって明らかになった。クズネツォフはストゥルチンスキーによってあらためてリヴォフの名誉の丘に葬られた。
1944年11月のソ連邦最高会議幹部会は、与えられた指令を実行した類稀なる力強さと勇気を称えて、故ニコライ・クズネツォフへソ連邦英雄章を与えることを決めた。また二つのレーニン勲章が授けられた。小惑星(2233)クズネツォフは彼を記念したものである。